# Charta der deutschen Heimatvertriebenen

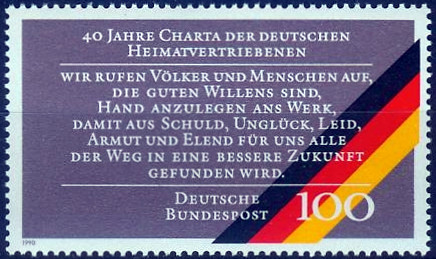
Sonderbriefmarke der Deutschen Bundespost von 1990

Die Charta der deutschen Heimatvertriebenen wurde von den Sprechern der Vertriebenenverbände bzw. ostdeutschen Landsmannschaften am 5. August 1950 unterzeichnet und am folgenden Tag in einer Massenkundgebung in Stuttgart-Bad Cannstatt verkündet. Sie nennt „Pflichten und Rechte“ der Flüchtlinge und Vertriebenen, die nach dem Zweiten Weltkrieg bis 1949 die deutschen Ostgebiete und andere Länder Ost- und Südosteuropas verlassen mussten. Unter diesen Rechten und Pflichten wird vor allem der Verzicht auf Rache und Vergeltung für die Vertreibung verstanden, das Schaffen eines geeinten Europas und die Beteiligung am Wiederaufbau Deutschlands und Europas. Darüber hinaus wird ein „Recht auf Heimat“ postuliert, das ein von „Gott geschenktes Grundrecht der Menschheit“ sei, und seine Verwirklichung gefordert.

## Geschichte

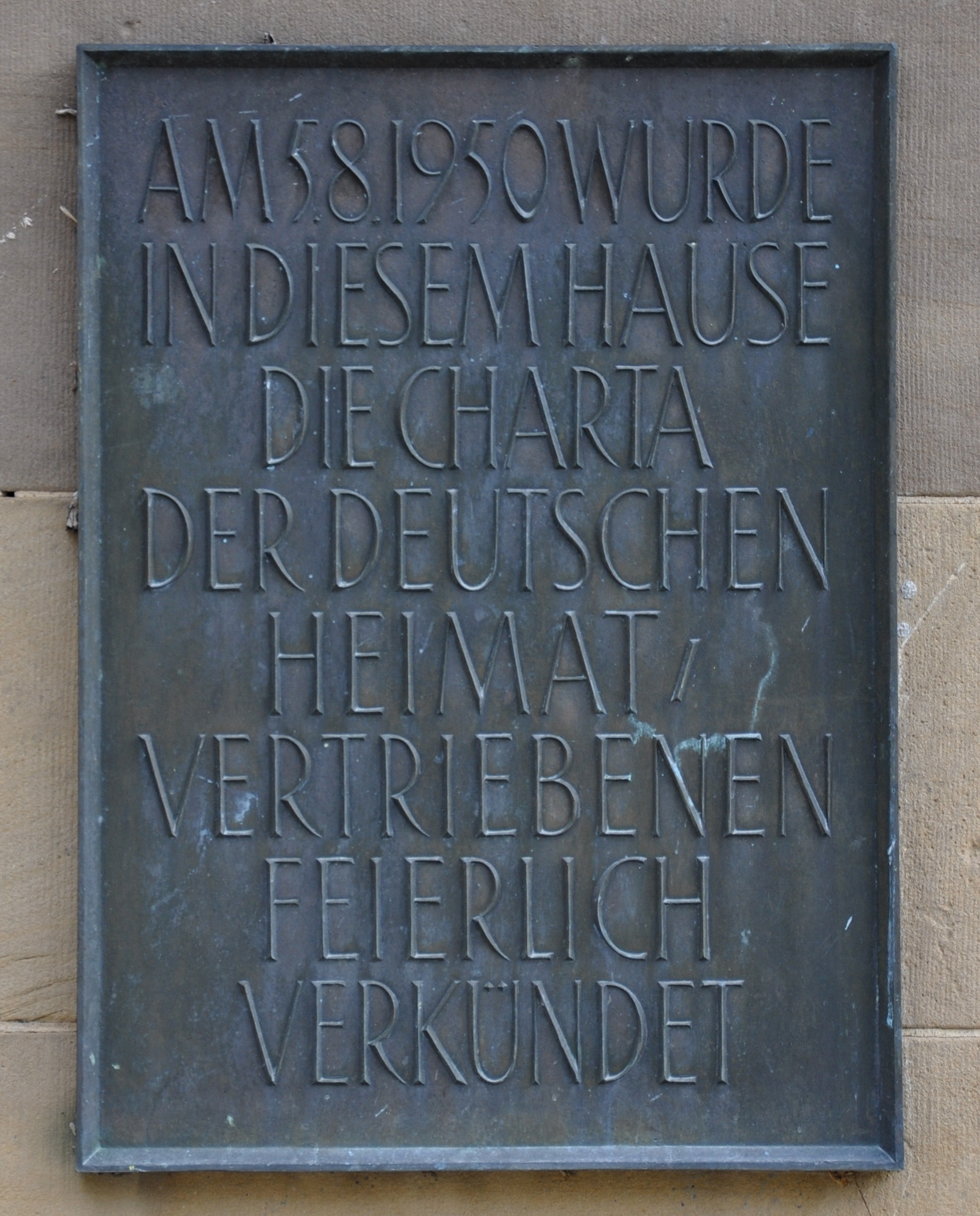
Gedenktafel am Kleinen Kursaal in Stuttgart-Bad Cannstatt

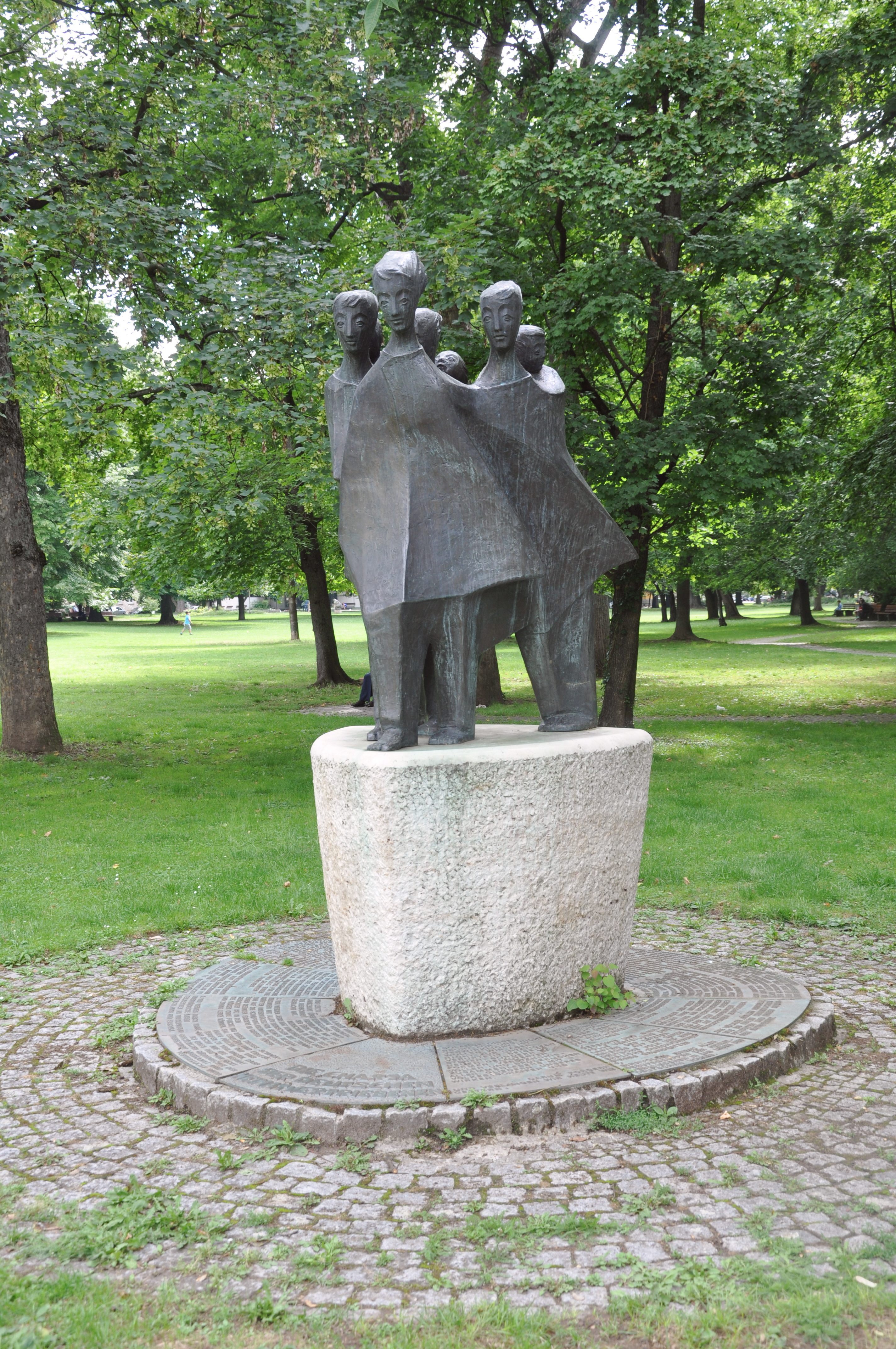
Vertriebenendenkmal im Kurpark Bad Cannstatt; an den Bodenplatten ist der Text der Charta angebracht.

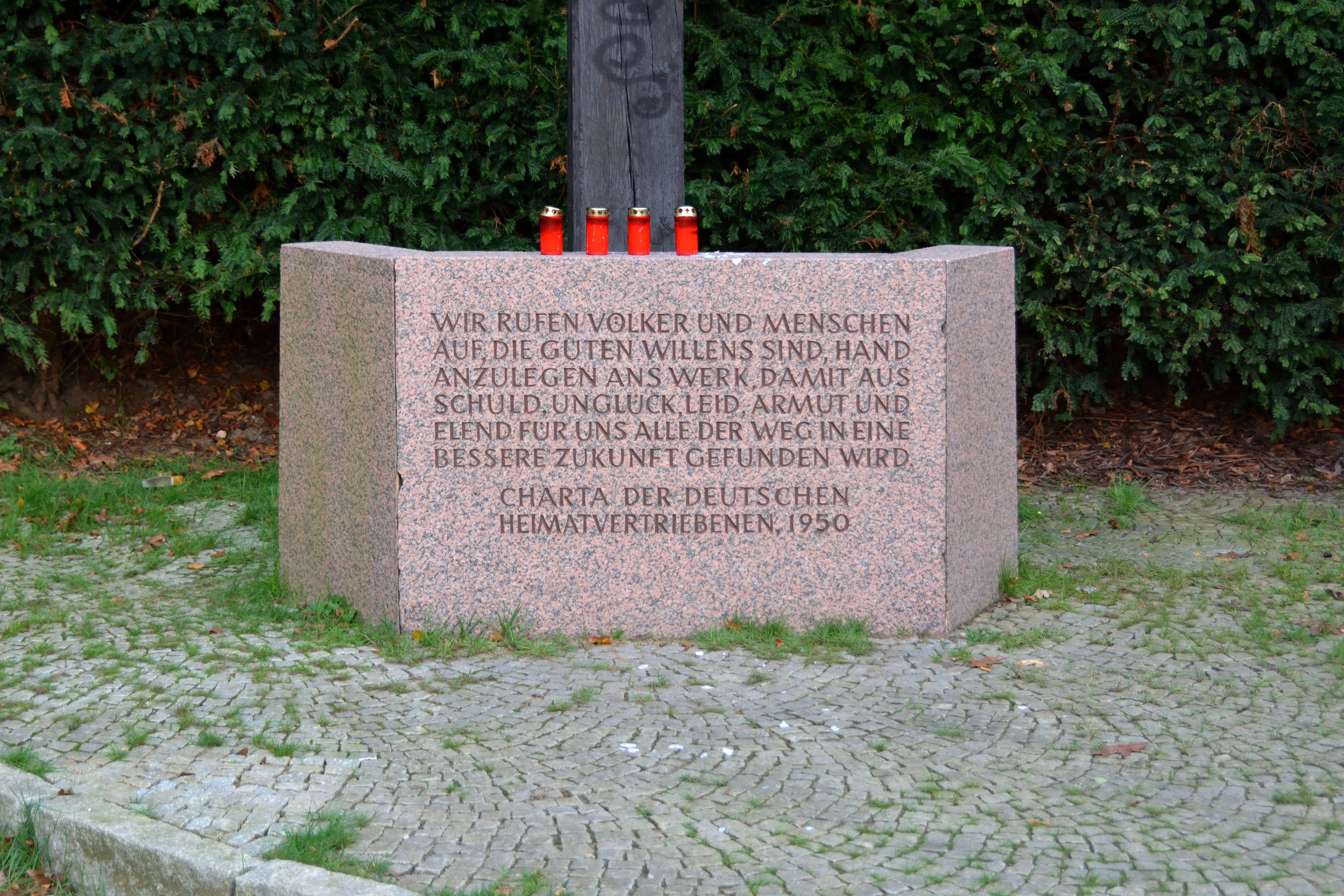
Die Charta am Ehrenmal beim Geschichtenberg in Itzehoe

Infolge der Aufweichung des Koalitionsverbots für Vertriebene in den Westzonen gründeten diese viele eigene Vereine, die sich zu Landesverbänden und schließlich im April 1949 auch zu einem Zentralverband vertriebener Deutscher zusammenschlossen. Zu dieser Zeit stellten Flüchtlinge und Vertriebene 16,5 Prozent der Bevölkerung der Bundesrepublik Deutschland. Diese Organisationen hatten politisch eine Sonderrolle in Westdeutschland und einigten sich nach einigen Monaten auf die Formulierung dieser „Charta“.
Die Charta wurde am 6. August 1950 anlässlich des Tages der Heimat auf einer von 50.000 Menschen besuchten Kundgebung der „Liga der Heimatvertriebenen“ in Stuttgart angenommen. Dabei sagte der Bundesminister für Vertriebene, Flüchtlinge und Kriegsgeschädigte Hans Lukaschek in einer Ansprache, dass „die Hilfe für die Flüchtlinge nur dann wirksam sein könne, wenn sich das Ausland daran beteilige“. Es wurden „Protestrufe gegen die Politik der deutschen Bundesregierung in Bonn laut, und der Vorsitzende der ‚Liga der Heimatvertriebenen‘ forderte den Rücktritt des Finanzministers Fritz Schäffer, dem die Flüchtlinge eine ‚ungerechte Verteilung der Lasten‘ vorwerfen.“
Zwei Jahre später, im November 1951, bildete der Zentralverband zusammen mit den Landsmannschaften der Sudetendeutschen und Schlesier den Bund der Vertriebenen (BdV), der die Charta unverändert übernahm. Die Charta ist bis heute die „Wertegrundlage“ des BdV.
Einen Tag vor Unterzeichnung der Charta der deutschen Heimatvertriebenen legten im Wiesbadener Abkommen der Tschechische Nationalausschuss von im Londoner Exil lebenden Tschechen und die „Münchener Arbeitsgemeinschaft zur Wahrung sudetendeutscher Interessen“ ein Versöhnungsdokument vor, das eine Kollektivschuld und wie die Charta Rachegedanken von beiden Seiten ablehnte, gleichzeitig aber eine Bestrafung der Hauptverantwortlichen forderte.
In der Sowjetischen Besatzungszone (SBZ) und in der DDR dagegen durften sich die Heimatvertriebenen nicht organisieren, sind nicht als Gruppe anerkannt worden und die Vertriebenenproblematik wurde zunehmend tabuisiert.

## Forderung nach einem Recht auf die Heimat
Die Charta postuliert ein „Recht auf die Heimat“ und begründet es auf einer theologischen Basis. Sie führt aus:
„Wir haben unsere Heimat verloren. Heimatlose sind Fremdlinge auf dieser Erde. Gott hat die Menschen in ihre Heimat hineingestellt. Den Menschen mit Zwang von seiner Heimat trennen, bedeutet, ihn im Geiste töten. Wir haben dieses Schicksal erlitten und erlebt. Daher fühlen wir uns berufen zu verlangen, daß das Recht auf die Heimat als eines der von Gott geschenkten Grundrechte der Menschheit anerkannt und verwirklicht wird.“

## Proklamierte Rechte der Vertriebenen
Neben der Forderung nach einem „Recht auf die Heimat“ und „solange dieses Recht für uns nicht verwirklicht ist“ enthält die Charta weitere substantielle Forderungen der Vertriebenen, nämlich das gleiche Staatsbürgerrecht vor dem Gesetz und im Alltag, die gerechte und sinnvolle Verteilung der Lasten des Krieges auf die ganze Bevölkerung, die Forderung nach der Eingliederung der Berufsgruppen der Vertriebenen und ihre Beteiligung am Wiederaufbau Europas. Diese Forderungen wurden erfüllt, so durch das Lastenausgleichsgesetz von 1952 und das Bundesvertriebenengesetz von 1953.

## Außenwahrnehmung und Debatte
Von bundesdeutschen Politikern wurde immer wieder der historische Beitrag der Vertriebenencharta zur Aussöhnung hervorgehoben. So betonte aus Anlass des 50. Jahrestages der Charta der damalige Bundesinnenminister Otto Schily (SPD) die „weitreichende Bedeutung“ der Charta, „weil sie innenpolitisch radikalen Bestrebungen den Boden entzog und außenpolitisch einen Kurs der europäischen Einigung unter Einbeziehung unserer mittel- und osteuropäischen Nachbarn vorbereitete.“ Wolfgang Schäuble äußerte sich anlässlich der Gedenkfeier der Landsmannschaft der Deutschen aus Russland zum 65. Jahrestag der Vertreibung der Russlanddeutschen am 27. August 2006 in Stuttgart folgendermaßen: „[Die] Charta war damals und ist heute noch ein beeindruckendes Zeugnis menschlicher Größe und Lernfähigkeit. Nicht Revanchismus, nicht Niedergeschlagenheit bestimmen diese Charta, sondern der Glaube an die Zukunft, Europäertum, christliche Humanität.“
Micha Brumlik kritisierte, dass im Satz der Charta, „die Völker der Welt sollen ihre Mitverantwortung am Schicksal der Heimatvertriebenen als der vom Leid dieser Zeit am schwersten Betroffenen empfinden,“ behauptet werde, dass die Heimatvertriebenen am schwersten betroffen gewesen seien, noch vor den ermordeten Juden, noch vor den Verfolgten in Polen und Russland und noch vor den deutschen Kriegswaisen und -witwen. Auch Ralph Giordano befand, die Charta blende die Vorgeschichte der Vertreibung aus und erwähne nur die nach 1945 vertriebenen Deutschen. Brumlik befand sogar, dass in der Charta „Verleugnung und Verdrängung des Nationalsozialismus in geradezu idealtypischer Weise zum Ausdruck kommen“. Dass die Charta in ihrer Eröffnungssequenz scheinbar großzügig auf Rache und Vergeltung „verzichte“, sei eine Ungeheuerlichkeit. Verzichten könne man nämlich nur auf das, was einem rechtens zustehe. Die Charta postuliere einen grundsätzlichen Anspruch auf Rache und Vergeltung. Des Weiteren betont Brumlik, dass etwa ein Drittel der Erstunterzeichner der Charta überzeugte Nationalsozialisten gewesen seien. Bei diesen handele es sich vor allem um Funktionäre, die bereits vor der Machtübernahme der Nationalsozialisten im so genannten Volkstumskampf tätig gewesen seien.
Brumlik weist darauf hin, dass der Bund der Vertriebenen seine Anliegen inzwischen anders vorträgt. Die These der Charta von der Singularität deutschen Leids hat er inzwischen preisgegeben, ein Verdienst Erika Steinbachs. Inzwischen hätten auch die Menschenrechte, die die Charta nicht erwähne, Eingang in das Selbstverständnis der Vertriebenenverbände gefunden, so in der Satzung des Zentrums gegen Vertreibungen. Die Charta stelle dagegen noch „eine im Geist von […] Selbstmitleid und Geschichtsklitterung getragene, ständestaatliche, völkisch-politische Gründungsurkunde dar, in der nichts weniger als die Absicht beglaubigt wird, die Politik der jungen Bundesrepublik in Geiselhaft zu nehmen.“ Glaubwürdig wäre dieser Gesinnungswandel aber erst nach einer förmlichen Aufhebung der Charta, die heute noch in Kraft und das „Grundgesetz“ der Vertriebenenverbände sei.
Das „Recht auf die Heimat“ ist eine Wortschöpfung, die von französischen, belgischen und griechischen Völkerrechtlern bereits vor dem Zweiten Weltkrieg geprägt wurde. Nach dem Zweiten Weltkrieg wurde das Recht auf die Heimat vor allem durch die deutschen Völkerrechtler Kurl Rabl, Rudolf Laun, Otto Kimminich und Dieter Blumenwitz propagiert, auch vom österreichischen Völkerrechtler Felix Ermacora und vom amerikanischen Völkerrechtler und Historiker Alfred de Zayas im Zusammenhang mit den „ethnischen Säuberungen“ in Jugoslawien erläutert.
In der politischen Auseinandersetzung des Kalten Krieges wurde die Proklamation eines Heimatrechtes durch die organisierten Vertriebenen und die daraus abgeleiteten Ansprüche auf Rückgabe der Heimatgebiete der Vertriebenen von deren politischen Gegnern als „Revanchismus“ interpretiert. Nachdem dies anfangs vor allem die Sichtweise der Staaten war, auf die sich die Gebietsansprüche der Vertriebenenverbände bezogen, wurde die Agitation der Vertriebenenverbände gegen die deutsche Ostpolitik ab Ende der 1960er Jahre auch in der politischen Linken Westdeutschlands zunehmend so verstanden. „Revanchismus“ wurde so auch im Westen zum politischen Schlagwort.

## Die Unterzeichner der Charta
- Linus Kather (Zentralverband der vertriebenen Deutschen, ZvD)
- Josef Walter (Landesverband [LV] der Heimatvertriebenen in Hessen), ehem. Mitglied der Sudetendeutschen Partei
- Hellmut Gossing (LV Niedersachsen im ZvD)
- Karl Mocker (LvD Württemberg), ehem. Funktionär der Sudetendeutschen Partei
- Alexander Eschenbach (LvD, Stuttgart)
- Wilhelm Zeisberger (Neubürgerbund, Bayern)
- Alfred Gille (LvD Schleswig-Holstein), ehem. Mitglied der NSDAP, Gebietskommissar im Reichskommissariat Ukraine
- Bernhard Geisler (LV der Ostvertriebenen Nordrhein-Westfalen)
- Erwin Engelbrecht (LvD Bayern)
- Anton Deichmann (LvD Rheinland-Pfalz)
- Roman Herlinger (Hauptausschuß der Flüchtlinge und Ausgewiesenen in Bayern)
- Rudolf Lodgman von Auen (Sudetendeutsche Landsmannschaft [LM]), Mitbegründer der Deutschen Nationalpartei in der 1. ČSR
- Erwin Tittes (LM der Siebenbürger Sachsen)
- Rudolf Wagner (LM der Umsiedler aus der Bukowina), SS-Obersturmbannführer
- Alfred Rojek (Berliner LV der Heimatvertriebenen)
- Walter von Keudell (LM Berlin-Brandenburg), ehem. Politiker (DNVP, CNBLP, NSDAP und CDU)
- Konrad Winkler (Interessengemeinschaft der Heimatvertriebenen in Süd-Baden)
- Axel de Vries (Deutsch-Baltische LM)
- Franz Hamm (LM der Deutschen aus Jugoslawien), Block der deutschen Nationalsozialistischen Reichstagsmitglieder in Budapest, Volksgruppenführer der Donauschwaben
- Erich Luft (LvD Bayern)
- Karl Bartunek (LvD Nord-Baden);
- Ottomar Schreiber (LM Ostpreußen)
- Erik von Witzleben (LM Westpreußen), SS-Sturmbannführer
- Walter Rinke (LM Schlesien)
- Anton Birkner (Karpatendeutsche LM Slowakei)
- Herbert von Bismarck (Pommersche LM)
- Waldemar Kraft (LM Weichsel-Warthe), Ehren-Hauptsturmführer der Allgemeinen SS, NSDAP-Mitglied
- Gottlieb Leibbrandt (Arbeitsgemeinschaft der Ostumsiedler, Russlanddeutscher), Schulungsleiter für die NSDAP in Wien; 1952 Flucht nach Kanada wegen drohender Strafverfolgung[16]
- Fritz Kimme (LvD Bremen)
- Alfred Kautzor (Verband der Heimatvertriebenen in Württemberg, Hohenzollern und Lindau)